# Bíborhegy
A Bíborhegy (eredeti cím: Crimson Peak) 2015-ben bemutatott amerikai gótikus romantikus/horrorfilm, melyet Guillermo del Toro rendezett. Főszereplői Mia Wasikowska, Jessica Chastain, Tom Hiddleston, Charlie Hunnam és Jim Beaver. 
Az Egyesült Államokban 2015. október 16-án, Magyarországon egy nappal korábban, október 15-én mutatták be.

## Cselekmény
1887. A fiatal Edith Cushingot anyja halála után egy éjjel meglátogatja annak szelleme, és figyelmezteti lányát, hogy „amikor eljön az idő, óvakodjon a Bíborhegytől”. 14 évvel később Edith (Mia Wasikowska) írónőként szeretne elhelyezkedni, méghozzá szellemtörténetek írásával. Apja, Carter Cushing (aki jómódú mérnök) munkahelyén összefut Sir Thomas Sharpe baronettel (Tom Hiddleston), aki agyagbányászati vállalkozásához keres befektetőket. Bár az öreg (Jim Beaver) elutasítja az ajánlatát, a brit nemesnek megtetszik a lány, el is hívja egy nemesi bálba, ahol a lány apja, valamint Sharpe nővére, a titokzatos Lucille (Jessica Chastain) is részt vesz. Edithet gyermekkori barátja, dr. Alan McMichael (Charlie Hunnam) óva inti a Sharpe testvérpárhoz való közeledéstől, ám a lány és Thomas egyre közelebb kerülnek egymáshoz. Miután apja magándetektívet fogad fel, megzsarolja Thomast, hogy törje össze lánya szívét és hagyja el az országot. Bár ez látszólag meg is történik, az idős Cushingot a mosdóban brutálisan meggyilkolják. Edith rájön, hogy bár Lucille visszatért Angliába, Thomas ott maradt, majd apja temetése után feleségül megy a férfihoz.
A helyi megbízottak elkezdik a szükséges procedúrát Cushingék vagyonának Sharpékra ruházásáról, Edith és Thomas pedig friss házasokként érkeznek meg a brit vidéken található Allerdale Hall-ba, a Sharp birtokra. A birtokon Thomasék vörös agyagot bányásznak, amely télidőn a havon keresztül vörösre festi a ház környékét, innen a Bíborhegy elnevezés. A birtok közepén áll Sharpék óriási, ódon gótikus kastélya, amely erőteljesen lepusztult állapotban van, belseje azonban megannyi titkot rejt. Edith furcsállja, hogy férje nem igazán akar közeledni hozzá, annak nővére pedig még nála is hidegebben és megmagyarázhatatlanabbul viselkedik.
Éjszaka Edith egyre több megmagyarázhatatlan zajt hall, és az az érzése, hogy alakok járkálnak a házban. Egyre többször tűnnek fel vöröslő, démoni kísértetek, amelyek az őrületbe kergetik a lányt, ezért Thomasszal a postai állomás egyik szobájában töltik a következő éjjelt a nagy hóviharra tekintettel, ahol a nászéjszakát is elhálják. Mikor visszatérnek a kastélyba, Lucille haragra gerjed, és titkon elkezdi mérgezni a lányt teájával. Edith eközben talál egy gramofont, valamint hangtekercseket, melyekről rádöbben, hogy Thomas már három nőnél is férjnél van, akik közül az utolsó hangfelvételén felfedi az igazságot, mely szerint a Sharpeknak csak a lányok vagyona kellett, és megölték a három nőt, valamint az utolsó nő gyermekét is (az ő szellemeik kísértik a kastélyt).
Edith egyre betegebb, ám Thomas elárulja hogy a teában van a méreg, így a lány állapota nem romlik tovább. Egyik éjjel a szellemek egy tetőtéri szobába irányítják, ahol annak lesz tanúja, amint Thomas és Lucille egymással szeretkeznek. Lucille ezek után lelöki Edithet az emeletről, aki súlyos sérüléseket szerez. Megérkezik Amerikából McMichael, aki haza akarja vinni a lányt, ám Lucille leszúrja a férfit, majd arra utasítja öccsét, hogy végezzen a férfival, de egy csellel a doktor életben marad. Ezután a haldokló lányt Lucille a vagyonosodási dokumentumok aláírására kényszeríti, írói munkájának kéziratait elégeti. Edith vállba szúrja a nőt egy tollal, majd lemenekül a pincékbe, ahol a hullákat tartják. Lucille és Thomas veszekedni kezdenek, majd a nő öccse szeme alá szúr egy kést, aki hamarosan meghal. A két nő ezután az agyagtól vérvörös, havas udvarra kerül, ahol Edith végül kivégzi Lucillet egy ásóval, és találkozik halott férje szellemével is. McMichael ezután visszaviszi őt Amerikába.

## Szereplők
| Szerep              | Színész          | Magyar hangja   |
| ------------------- | ---------------- | --------------- |
| Edith Cushing       | Mia Wasikowska   | Szilágyi Csenge |
| Lady Lucille Sharpe | Jessica Chastain | Pálfi Kata      |
| Sir Thomas Sharpe   | Tom Hiddleston   | Csőre Gábor     |
| Dr. Alan McMichael  | Charlie Hunnam   | Nagy Ervin      |
| Carter Cushing      | Jim Beaver       | Ujréti László   |
| Holly               | Burn Gorman      | Kaszás Gergő    |
| Mrs. McMichael      | Leslie Hope      | Ősi Ildikó      |
| William Ferguson    | Bruce Gray       | Kertész Péter   |
| Annie               | Joanna Douglas   | Czető Zsanett   |
| Eunice McMichael    | Emily Coutts     | Mezei Kitty     |
| Pamela Upton        | Laura Waddell    | Csondor Kata    |
| William Findlay     | Alec Stockwell   | Szacsvay László |